# الشنداخية الجنوبية
الشنداخية الجنوبية قرية في ناحية جب الجراح التابعة لمنطقة المخرّم في محافظة حمص في سورية.